# Susana Wald
Susana Wald, nacida Wald Zsuzsa (Budapest, 6 de diciembre de 1937) es una artista plástica nacida en Hungría y posteriormente nacionalizada chilena y canadiense. Reside en San Andrés Huayapam, en el estado de Oaxaca, México donde llegó junto con su pareja, el poeta y collagista chileno Ludwig Zeller (1927-2019). Juntos han gestionaron revistas y exposiciones surrealistas en Chile, Canadá y México y participaron durante las décadas de los sesenta y setenta en el movimiento artístico Phases. Además de una trayectoria como artista plástica, Wald ha gestionado exposiciones surrealistas y ha editado numerosas revistas y catálogos de artistas y poetas surrealistas.
Pertenece desde 1963 al movimiento surrealista, adhesión perceptible tanto en su obra como en su vida personal: para Wald el Surrealismo es un "modo de vida" que "propone un mundo en que la libertad, el amor y la poesía son los elementos gobernantes" Así, durante más de cincuenta años de producción artística, ha ejercido un arte proveniente de los ejercicios del automatismo, la libre asociación, del sueño, del sueño vigil-dirigido o del semi-sueño. Sus obras indagan problemáticas relacionadas con la filosofía, la ecología, la psicología y con el género.

## Biografía

### Hungría y Buenos Aires (1937-1957)
Nació en Budapest, Hungría, el 6 de diciembre de 1937. Hija del empresario György Wald y de la pianista concertante Ibolya Resinger, Susana mostró desde muy temprana edad una inclinación por el arte. Su familia, de origen judío, gracias a Raoul Wallenberg logró sobrellevar la amenaza nazi durante la década de los cuarenta, sin embargo, se vieron forzados a emigrar de Hungría en 1949 debido a la amenaza del Estalinismo. Con doce años, emigra con su familia en barco a Buenos Aires, Argentina.
Si bien durante su infancia y adolescencia Wald se desarrolló en un ambiente artístico, en su condición de hija de buena familia en la década de los cincuenta, le prohíben realizar sus estudios superiores en la Academia Nacional de Bellas Artes de Buenos Aires. No obstante y en razón del gusto de la familia Wald por el coleccionismo de arte, le permiten ingresar a la Escuela Nacional de Cerámica de Buenos Aires en 1951. En esta institución aprendió el oficio de la cerámica y recibió su primera instrucción formal de historia del arte. Se graduó como técnico de cerámica con especialización en decoración y realiza, de 1951 a 1956, diversas piezas que serán expuestas colectivamente en cinco ocasiones en Buenos Aires. Conoce en la capital argentina a José Hausner, emigrante húngaro que también había sobrevivido la guerra y que arribó a Buenos Aires en la década del cincuenta y contrae matrimonio el 14 de diciembre de 1956. 

### Años en Chile (1957-1970)
En 1957, Wald atravesó en tren la Cordillera de los Andes y se instaló en Santiago de Chile, obteniendo años más tarde la nacionalidad. Durante los primeros años, instaló su taller de cerámica en el sector de El Arrayán y realizó encargos privados de cerámicas utilitarias con la ayuda de un tornero. Realizó en sus primeros años, tres murales hechos en cerámica ubicados en distintos lugares de la Región Metropolitana.
Años más tarde, Susana Wald anuló su matrimonio con J. Hausner. En 1962 decidió abandonar su carrera artística e ingresó como estudiante a la carrera de Medicina en la Facultad de Medicina de la Universidad de Chile en Santiago. El año siguiente conoció a Ludwig Zeller, poeta surrealista quien en ese tiempo era curador de la Sala de Arte del ministerio de Educación (de 1952 a 1968). Zeller, posteriormente, se convirtió en su compañero de vida e introdujo a Wald a los principios surrealistas impulsados por André Breton en la década del veinte tales como la escritura automática o el azar. Así, ya incorporada en la vanguardia artística local, junto con Ludwig Zeller fundaron las ediciones Casa de la Luna (1968). Desde 1963 hasta 1970, Wald diseñó más de cien cubiertas de libros; algunos para su propia editorial surrealista y también otras editoriales, como la Editorial Universitaria. Inauguraron el año 1968 un espacio llamado Casa de la Luna, que operó como café y centro cultural e intelectual antiguamente ubicado en la calle Villavicencio 349, en el barrio Lastarria en Santiago. Esta casa operó como centro neurálgico de la vanguardia local santiaguina durante ese año y en su agenda contaron con múltiples exposiciones, con los primeros happenings realizados en Chile, con obras de teatro, con proyecciones de cine y con recitaciones de poesía.
Susana Wald expuso desde 1963 sus cerámicas y dibujos en diferentes espacios de la capital chilena: gracias a la gestión de Ludwig Zeller hizo su primera exposición individual en Chile exponiendo dibujos y piezas cerámicas en la Sala de Arte del Ministerio de Educación (1963); en la Sala Beaux Arts (1964); en la Casa de la Luna (1968) y en el marco de la exposición "Surrealismo en Chile" realizada en la Pontificia Universidad Católica de Chile (1970). En 1970, por motivos políticos y personales, Susana Wald junto con Ludwig Zeller y sus tres hijos deciden emigrar a Toronto, Ontario, Canadá.

### Años en Canadá (1970-1994)
En Canadá se alejó paulatinamente, por razones prácticas, de la producción en cerámica (cerró su taller en 1979) y se dedicó al dibujo y a la pintura en pequeño formato. Realiza los primeros "mirages", trabajo en colaboración con Ludwig Zeller, en el que complementan la técnica del collage con la del acrílico y dibujo en pluma. También durante ese período traduce, en colaboración con poetas como John Robert Colombo o A.F Moritz, obras de Ludwig Zeller y de otros poetas relacionados con el surrealismo.
En 1974 y siempre en el interés de difundir obras pertenecientes al surrealismo, Wald y Zeller fundaron la editorial Oasis Publications. Juntos diseñaron y produjeron más de cuarenta libros, además de catálogos de exposiciones y la revista surrealista El huevo filosófico, que contó con ocho números. Ese mismo año, fue invitada a participar en la exposición del 50 Aniversario del Primer Manifiesto Surrealista en la Universidad de Pensilvania, posicionándola oficialmente como parte de un movimiento surrealista de características internacionales.
En Canadá, la obra plástica de Wald no tuvo tan buena recepción ya que en esa época Toronto aún poseía una fuerte tradición artística inglesa, la cual consideraba al surrealismo como un estilo artístico y no tanto un estilo de vida -concepción personal de Wald- lo que, en última instancia, influyó en que sus obras fueran consideradas extrañas en los años setenta. En 1975, viajó a París junto con Ludwig Zeller y conocieron a Édouard Jaguer, quien había fundado en los años cincuenta el movimiento artístico literario Phases. Este movimiento, que reunió a pintores, poetas y escritores de Europa y América Latina, emergió en la Europa de las posguerra como una continuación del grupo de André Breton. Entablaron una correspondencia con Jaguer y el grupo surrealista establecido en París, entre los que destacan: Edouard Jaguer, John Digby, Eugenio Granell, Mario Cesariny, Artur Cruzeiro Seixas, Francisco Aranda, Guy Roussille y Arturo Schwarz. Realizaron múltiples exposiciones colectivas en ciudades como París, Dundas, Canadá, Lisboa y Madrid. En los cinco primeros años del período de estadía continuó en Canadá -que duró 24 años-  Wald obtuvo la nacionalidad canadiense; este periodo se caracteriza por un importante trabajo colaborativo con poetas y artistas surrealistas. Durante esa época, Wald creó e ilustró Libros Únicos, además de organizar y gestionar nueve exposiciones individuales en Canadá para miembros del movimiento Phases. Paralelamente a su producción surrealista, en Ontario Susana Wald dio clases de cerámica y dibujo en su taller en Agincourt (de 1971 a 1974). También dio clases de dibujo, de pintura y de historia del arte en el Centennial College of Applied Arts and Technology de Toronto (de 1973 a 1974) y clases de cerámica, dibujo experimental y dibujo de desnudo en el School of Visual Arts en Sheridan College en Oakville, Ontario (de 1974 a 1994).

### Presente en México (1994-presente)
El año 1994, por motivos personales, Wald junto con su compañero Ludiwg Zeller se mudaron a Oaxaca e instalaron su casa en los valles zapotecas de San Andrés Huayapam. Es en este oasis tropical que la artista dedica una mayor cantidad de tiempo a su producción artística. Más de la mitad de su obra pictórica ha sido realizada desde 1997, en su taller en San Andrés Huayapam. En su taller ubicado en el sur de México creará una de sus series más importantes y representativas de su estilo pictórico, la serie "Huevos", en la que durante cinco años se obsesionará en representar la figura circundante que ya había materializado anteriormente en su obra.
Wald desarrolló una pintura de carácter más intimista, volcado hacia su interioridad. Esta búsqueda ha sido permeada por la acuciosa lectura que la artista realiza desde principios de los 1960 de la psicología de C.G. Jung revisitada por sus seguidores. Posteriormente Wald encontró apoyo en la obra de Jean Shinoda Bolen, trabajador de los arquetipos. Su pintura ha sido atravesada desde entonces por elementos provenientes de diversas mitologías asociables a lo que la propia Susana Wald denomina un "femenino trascendente". Durante este período la artista buscó constantemente renovar su técnica y reinventar sus temáticas. 
En México, Wald exploró en la técnica de pintura mural. Dio charlas sobre mural en la Universidad de Arizona en Tucson, Estados Unidos y en la Universidad Michoacana de San Nicolás de Hidalgo, en Michoacán. En la casa de estudios de esta última institución se instaló el mural que realizó desde los últimos meses de 1994 hasta los primeros meses de 1995, titulado Sofía/Luz Vertiginosa de 350 por 550 cm que se encuentra en el Exconvento de Tiripetío (hoy día Universidad Michoacana de San Nicolás de Hidalgo). En 2013, se le encargó realizar un mural en homenaje a los 75 años de la creación del grupo surrealista chileno Mandrágora, para fijar en el nuevo edificio del Gobierno Regional del Maule en Talca. El mural Amanecer de Mandrágora de 430 por 550 cm fue inaugurado en junio del 2018 en presencia de la artista. En su paso por Chile en los meses de junio y julio del 2018, se organizaron un conversatorio con la artista en la Universidad Alberto Hurtado (Santiago de Chile) y una entrevista realizada por Cristián Warken en su programa "Desde el Jardín" en la radio Pauta (100.5).

## Obra

### Descripción general
El surrealismo es el movimiento que ha permeado la vida y la obra de Susana Wald desde 1963. Antes de esa fecha, la artista ya trabajaba con obras con fuerte componente surrealista ya que ha declarado que muchas de las imágenes representadas provenían de su inconsciente. Es por esta razón que su adhesión más formal al movimiento en 1963 se dio con naturalidad. Su producción artística opera desde estrategias que comúnmente se denominan accidentes o coincidencias y que, desde una perspectiva surrealista, reflejan "pulsiones interiores provenientes de la esfera más pura de la psique humana". Encontramos en su obra otros elementos surrealistas como imágenes con contenido críptico y erótico. El recurso al humor negro, concepto desarrollado por André Breton en la década de los cuarenta, es también visible en la obra plástica de Wald. En términos técnicos, tanto en sus cerámicas como en su obra pictórica la artista aprovecha lo accidental como estrategia de producción artística. Así, muchas veces la artista no sabe cómo terminará su obra, o comienza a pintar aplicando manchas aleatorias a las que luego va dando forma.

#### Series y colaboraciones
En lo que respecta su obra pictórica, Susana Wald ha pintado mayoritariamente en el formato de serie. Cada serie realizada ha sido impulsada por una inquietud interior que ella busca resolver tomando dicho formato como un desarrollo estético y analítico del tema en el tiempo. Dentro de la trayectoria plástica de Susana Wald se cuentan más de seis series de pinturas de distintos formatos, las que abordan fundamentalmente la concepción personal de la artista sobre lo femenino.

#### Lista de trabajos representativos[2]
Dibujos
- Serie de Paisajes de piel/Skinscapes, en tinta y lápices de colores (1971)
- Ilustraciones para el libro único Les assises de la grèle de Edouard Jaguer (1975)

- Serie La selva oscura, dibujos automáticos en tiza Conté y acrílico (1999-2000).
- Cincuenta ilustraciones en tinta y pluma para el libro Au féminin de Guy Cabanel (2017)
- Cien mirages de varios tipos para la exposición By Four Hands (1979)

Cerámicas
- Cubierta de mesa, 1970, 80 x 160 cm
- 50 platos de variaciones sobre un rostro, 1972, 35 cm
- Sucede en las mejores familias, 1972
- Café con sangre, 1972
- Misterios del huevo, 1972, Colección Museo Fundación A.F. Granell, España

Pinturas
- Serie “Huevos” (1985-2009)
- Serie “Olas de Vida” (2009-2011)
- Serie “Dualidades y Triadas” (2013-2016)
- Serie “Las Mujeres de…” (1980-1989)
- Serie “Ventanas” (1992-1996)
- Serie “Ártemis” (2016-2017)
- El poeta en el Valle de la Luna, 1998, acrílico sobre tela, 200 x 300 cm
- Dar Cuerda a lo imposible (segunda versión), 1997, acrílico sobre tela, 116 x 146 cm
- La joya invisible, 1987, acrílico sobre tela, 102 x 139 cm

Murales
- Luz vertiginosa, 1996,  350 x 550 cm, Mural Exconvento de Tiripetío, hoy Universidad Michoacana de Sasn Nicolás de Hidalgo
- Amanecer de Mandrágora, 2013-2015, acrílico sobre tela, 435 x 555 cm, Edificio de la Intendencia Regional del Maule, Talca.

## Exposiciones individuales
- 1963 Sala del Ministerio de Educación, Santiago, Chile. Dibujos y cerámicas.

- 1964 Galería Beaux Arts, Santiago, Chile. Dibujos y cerámicas.
- 1968 Casa de la Luna, Santiago, Chile. Dibujos.
- 1970 Universidad del Norte, Antofagasta, Chile. Dibujos.
- 1974 Galerie Scollard, Toronto, Canadá. Dibujos y cerámicas.
- 1974   Informall Gallery, Toronto, Canadá. Cerámicas.
- 1977  Galerie Manfred, Dundas, Ontario, Canadá. Dibujos y cerámicas.
- 1978  Galerie Dautzenberg 76, Bruselas, Bélgica. Dibujos.
- 1978 Galerie Manfred, Dundas, Ontario, Canadá. "Mirages y cerámicas.
- 1979  Art Gallery of Hamilton, Hamilton, Ontario, Canadá. By Four Hands (A cuatro manos), retrospectiva de obras en colaboración con Ludwig Zeller.
- 1980  Victoria College, Universidad de Toronto, Canadá. "Mirages" hechos en colaboración con Ludwig Zeller.
- 1982  Galerie Surréaliste, Toronto, Canadá. "Mirages", hechos en colaboración con Ludwig Zeller.
- 1983  Galería surrealista en Reykjavík, Islandia. Dibujos.
- 1984  Galería La Kábala, Madrid, España. "Mirages", hechos en colaboración con Ludwig Zeller.
- 1987  Gallery 203, Toronto, Canadá. Obras sobre papel, dibujos y pinturas.
- 1990  Midway Forum, Toronto, Canadá. Pinturas.
- 1994  Casa de la Cultura Oaxaqueña, Oaxaca. Pinturas.
- 1994 Centro Cultural de la Universidad Michoacana de San Nicolás de Hidalgo, Morelia, Michoacán. Pinturas.
- 1994 Galerie 13, Hannover, Alemania. Pinturas y "mirages" hechos en colaboración con Ludwig Zeller.
- 1996 Exconvento del Carmen, Guadalajara, Jal. Nuevas figuraciones y visiones.  Pinturas.
- 1996 Ex-Convento de Tiripetío, Michoacán, instalación del mural "Luz Vertiginosa". Dibujos  preparatorios para el mural "Luz Vertiginosa".
- 1997  La Casa de Don Porfirio, Oaxaca, Pinturas.
- 1998  Galería Arte de Oaxaca, Fundación Rodolfo Morales, Oaxaca, Sin volver la vista atrás.
- 1998 Exconvento de Tiripetío, Universidad Michoacana de San Nicolás de Hidalgo, Tiripetío, Michoacán, Sin volver la vista atrás.
- 2002 Live Art Space Gallery, Toronto, Canadá, Emergence.
- 2003 Museo de Arte Contemporáneo de Oaxaca. Instalación de 50 mirages, obra en colaboración con Ludwig Zeller, para la presentación del libro Susana Wald.
- 2004 Exposición privada en Toronto de una instalación de los mirages, obra en colaboración con Ludwig Zeller, para la presentación del libro Susana Wald.
- 2005 Museo de la Solidaridad Salvador Allende, Santiago de Chile. 50 mirages, obra en colaboración con Ludwig Zeller para el Homenaje a Jorge Cáceres.
- 2005 Exposición privada en Toronto, 35 mirages, obra en colaboración con Ludwig Zeller.
- 2006 Galería 910, Oaxaca, “Ejercicios Propiciatorios, Pinturas”
- 2007 U. Michoacana de San Nicolás de Hidalgo. Exposición de pinturas, "Viaje al fondo."
- 2008 Museo Fundación Eugenio Granell, Susana Wald y Ludwig Zeller. Pinturas y mirages.
- 2011 Librería La Jícara, Oaxaca. “Los ultramuebles de la pasión”, presentación de los originales y lanzamiento del libro del mismo nombre publicado por Sonámbula, Montreal,  Canadá, 2010.
- 2012 Galería Arte de Oaxaca. "Olas de vida", pinturas y espejismos.
- 2014 Presentación en San Andrés Huayapan del mural "Amanecer de Mandrágora".
- 2015 Segunda presentación en San Andrés Huayapan del mural "Amanecer de Mandrágora"

• 2016 Museo de Filatelia, MUFI, de Oaxaca, la exposición La visión comunicable correspondencia de arte postal de la colección Wald-Zeller.
- 2017 Exposición Entrada en la Selva Oscura, en la Capilla de Domina del Centro Cultural Santo Domingo, en Oaxaca.
- 2018  Inauguración del mural “Amanecer de Mandrágora” en el edificio de la Intendencia Regional del Maule, Talca, Chile (22 de junio)

## Colecciones públicas
La obra visual de Susana Wald se encuentra conservada en los siguientes establecimientos artísticos:
- Art Gallery of Hamilton, Ontario, Canadá
- Metropolitan Toronto Reference Library, Toronto, Ontario, Canadá
- Fisher Rare Book Library, University of Toronto, Ontario, Canadá
- Carleton University Art Gallery, Ottawa, Ontario, Canadá
- Israel Museum, Jerusalén, Israel
- Museo Fundación E.F. Granell, La Coruña, España
- Fundación Pascual, Ciudad de México
- Museo de la Solidaridad Salvador Allende, Santiago, Chile
- Instituto de Artes Gráficas de Oaxaca, IAGO
- Museo de los Pintores de Oaxaca, MUPO

## Literatura complementaria
Libros sobre mujeres en el movimiento surrealista: 
- Whitney Chadwick, Women Artists and the Surrealist Movement, Thames & Hudson, 1991
- Terri Geis (dir), In Wonderland: Las Aventuras Surrealistas de Mujeres Artistas en México y en Estados Unidos, Los Angeles, Los Angeles County Museum of Art, Museum Associates, 2012
- Jennifer Mundy (dir), Surrealism, desire unbound, Londres, Tate Trustees, 2001
- Xavière Gauthier, Surréalisme et sexualité, Prefacio de J.-B. Pontalis, Paris, Gallimard, Coll. « Idées », 1971